# صاصل ناصع البياض
صاصل ناصع البياض (الاسم العلمي: Ornithogalum niveum) هو نوع نباتي يتبع جنس الصاصل من فصيلة الهليونية.